# In secundis nemo confidat, in adversis nemo deficiat
In secundis nemo confidat, in adversis nemo deficiat (лат. изговор: ин секундис немо конфидат, ин адверсис дефицијат). Нека се нико не понесе у срећи, а у несрећи нека нико не клоне.(Сенека)

## Поријекло изреке
Ову изреку је изрекао почетком нове ере познати римски књижевник и филозоф Сенека.

## Тумачење
Срећа и несрећа се смијењују. Зато се у срећи не треба понијети, а у несрећи клонути. Једино се тако може преживјети.